# Кушнарёв, Дмитрий Пантелеевич
Дмитрий Пантелеевич Кушнарёв (5 января 1924, с. Ровны, Воронежская губерния — 3 апреля 1995, Ровеньки, Белгородская область) — командир отделения 104-го отдельного гвардейского сапёрного батальона 89-й гвардейской стрелковой дивизии 5-й ударной армии 1-го Белорусского фронта, гвардии старший сержант — на момент представления к награждению орденом Славы 1-й степени.

## Биография
Родился 5 января 1924 года на хуторе Ровны (ныне Вейделевского района Белгородской области). Окончил 7 классов. Был бригадиром полеводческой бригады в колхозе, работал грузчиком на железнодорожной станции Узловая Тульской области.
В Красной Армии с февраля 1943 года. Участник Великой Отечественной войны с марта 1943 года. Сражался на Юго-Западном, 3-м Украинском и 1-м Белорусском фронтах. Принимал участие в освобождении Украины, Молдавии, Польши, в боях на территории Германии. В 1944 году вступил в ВКП(б).
Командир отделения 104-го отдельного гвардейского сапёрного батальона гвардии сержант Дмитрий Кушнарёв 22 августа 1944 года на правом берегу реки Реут в районе города Оргеев с личным составом отделения проделал проход в проволочных заграждениях противника для наступающей пехоты и техники дивизии. Приказом по 89-й гвардейской стрелковой дивизии № 030/н от 30 августа 1944 года за мужество и отвагу, проявленные в боях, гвардии сержант Кушнарёв Дмитрий Пантелеевич награждён орденом Славы 3-й степени.
В ночь на 14 января 1945 года командир отделения 104-го отдельного гвардейского сапёрного батальона гвардии старший сержант Дмитрий Кушнарёв во главе группы разграждения под непрерывным огнём устроил проход в минном поле и проволочных заграждениях противника в районе населённого пункта Буды-Михайловске, чем обеспечил стремительные действия пехоты. Приказом по 5-й ударной армии № 013/н от 30 января 1945 года за мужество и отвагу, проявленные в боях, гвардии старший сержант Кушнарёв Дмитрий Пантелеевич награждён орденом Славы 2-й степени.
Возглавляя группу разграждения, Дмитрий Кушнарёв в ночь на 14 апреля 1945 года под сильным огнём противника проделал проход в его проволочных заграждениях на левом берегу реки Одер шириной до 20 метров, обеспечил действия самоходной артиллерии и пехоты. Участвовал в штурме Берлина. 22 апреля в уличном бою был ранен. Уже после победы в госпитале старший сержант Кушнарев узнал о высокой награде. Указом Президиума Верховного Совета СССР от 31 мая 1945 года за образцовое выполнение заданий командования в боях с немецко-вражескими захватчиками гвардии старший сержант Кушнарёв Дмитрий Пантелеевич награждён орденом Славы 1-й степени, став полным кавалером ордена Славы.
После войны некоторое время продолжал службу в Вооружённых Силах СССР. В 1948 году старшина Д. П. Кушнарёв демобилизован. В 1957 году окончил торгово-кооперативный техникум в Энгельсе (Саратовская область). Жил в посёлке Ровеньки Белгородской области. Был начальником дорожного участка Ровенского района Белгородской области, строил мосты. Затем работал начальником штаба гражданской обороны. Участвовал в параде на Красной площади (Москва) 9 мая 1985 года в ознаменование 40-летия Победы.
Скончался 3 апреля 1995 года.

## Награды
Награждён орденом Отечественной войны 1-й степени, орденами Славы 1-й, 2-й и 3-й степени, медалями, в том числе «За отвагу», «За взятие Берлина», «За Победу над Германией».

## Память
В поселке Ровеньки проводятся соревнования по стрельбе из пневматической винтовки, посвящённые памяти Д. П. Кушнарёва.